# 闇の顔役
『闇の顔役』（やみのかおやく）は、1934年（昭和9年）に日本で製作・公開されたサイレント映画である。製作・配給大都映画。

## スタッフ
- 監督 : 大江秀夫
- 原作・脚本 : 八代梨江
- 撮影 : 岩藤隆光

## キャスト
- 隼秀人
- 琴路美津子
- 北見礼子
- 橘喜久子